# بيورين
البيورين  أو البورين (بالإنجليزية: Purine)‏ مركب أبيض متبلر ، وهو أحد القواعد النيتروجينية التي تدخل في تركيب المواد الوراثية في الخلية (الدي إن آ و الآر إن آ) الحمض النووي الريبي منقوص الأكسجين  و الحمض النووي الريبوزي ، بالاشتراك مع البيريميدين؛ ويتكون البورين من حلقتين آرومتين مختلفتين متصلتين في التركيب البنائي.

## تواجدها
توجد البورينات بتركيزات عالية في اللحوم وعلى الأخص الأحشاء الداخلية ، مثل الكبد و الكلى والمخ . كما توجد بكميات معتدلة نسبيا في اللحم الأحمر و لحم الدواجن والأنشوجة والسردين ، وأسماك ماكريل ,و هيرينغ ، وفي البييرة والخميرة.
بعض النباتات تحتوي أيضا على بورينات ولكن بنسب قليلة.
نجدها بكميات قليلة في القرنبيط و السبانخ و عيش الغراب و البسلة و العدس و الفاصوليا الجافة وفي الفاصوليا الخضراء.

## أنواع البورين
هناك نوعان رئيسين من البورين والاثنان يتواجدان في الـ دي ان اي والـ ار ان اي وهما الـ
- الجوانين
- الأدينين

أيضاً تتواجد أنواع ثانوية من البورين وتكون في الأغلب نتيجة عمليات الأيض أو البناء والهدم التي تتم في الخلية مثل:
- هيبوزانتين
- زانتين

## علاقة البورينات بالنقرس
تناول كميات كبيرة من اللحوم واسماك البحر يقترن باحتمال كبير بالإصابة بمرض النقرس ، بينما تناول أطعمة من الخضروات والبقول لا تزيد من احتمال الإصابة بالنقرس. حتى تناول خضروات غنية بالبورينات باعتدال لا يشكل مشاكل للناس بالنسبة للنقرس. 
.
من يعاني من مرض النقرس عليه أن يهتم باختيار ما يأكلة من الغذاء ، يقلل من اللحوم وعلى الأخص الأحشاء الداخلية كالكبد والمخ والكلى (أنظر أعلاه).  أما لحم الطيور والخضروات فهي لا تشكل مشاكل له.